# Coupe de France de football 2002-2003
 (juillet 2018).
Navigation
Coupe de France 2001-2002 Coupe de France 2003-2004
La Coupe de France 2002-2003 était la 86e édition de la coupe de France, et a vu l'AJ Auxerre l'emporter sur le Paris Saint-Germain FC en finale, le 31 mai 2003. 
Ce fut la troisième Coupe de France remportée par les bourguignons.

## Résultats

### Trente-deuxièmes de finale
Les matchs des trente-deuxièmes de finale se sont joués les 3, 5 et 11 janvier 2003. Ce tour a vu l'entrée des 20 clubs de Ligue 1. À noter que pour la première fois, un club de District, l'AS Villeurbanne, se trouve à ce stade de la compétition.
| Club                             | Score | Club                             | TAB    | Stade                                              |
| -------------------------------- | ----- | -------------------------------- | ------ | -------------------------------------------------- |
| Olympique de Marseille (L1)      | 2 - 0 | SC Bastia (L1)                   |        | Stade Vélodrome, Marseille                         |
| Grenoble Foot (L2)               | 2 - 1 | FC Sochaux (L1)                  |        | Stade Lesdiguières, Grenoble                       |
| OGC Nice (L1)                    | 0 - 0 | FC Metz (L2)                     | 2-4 ** | Stade du Ray, Nice                                 |
| SM Caen (L2)                     | 1 - 2 | AJ Auxerre (L1)                  |        | Stade Michel-d'Ornano, Caen                        |
| Amiens SC (L2)                   | 5 - 3 | Montpellier HSC (L1)             | *      | Stade de la Licorne, Amiens                        |
| Stade de Reims (L2)              | 0 - 2 | FC Nantes (L1)                   |        | Stade Auguste-Delaune, Reims                       |
| ES Wasquehal (L2)                | 3 - 2 | AS Monaco (L1)                   | *      | Stadium Lille Métropole, Villeneuve-d'Ascq         |
| FC Sète (Nat.)                   | 1 - 4 | Stade rennais (L1)               |        | Stade Louis-Michel, Sète                           |
| Valenciennes FC (Nat.)           | 2 - 3 | Le Havre AC (L1)                 |        | Stade Nungesser, Valenciennes                      |
| Besançon RC (Nat.)               | 0 - 1 | Paris SG (L1)                    | *      | Stade Léo-Lagrange, Besançon                       |
| FC Martigues (Nat.)              | 0 - 0 | CS Sedan-Ardennes (L1)           | 3-1 ** | Stade Francis-Turcan, Martigues                    |
| FC Bourg-Péronnas (CFA)          | 1 - 0 | RC Strasbourg (L1)               |        | Stade Marcel-Verchère, Bourg-en-Bresse             |
| US Forbach (CFA)                 | 2 - 3 | RC Lens (L1)                     |        | Stade du Schlossberg, Forbach                      |
| FC Libourne-Saint-Seurin (CFA)   | 1 - 0 | Olympique lyonnais (L1)          |        | Stade Jean-Antoine-Moueix, Libourne                |
| AS Vitré (CFA)                   | 1 - 3 | AC Ajaccio (L1)                  |        | Stade Municipal, Vitré                             |
| SC Schiltigheim (CFA2)           | 3 - 1 | ES Troyes AC (L1)                |        | Stade de l'Aar, Schiltigheim                       |
| JA Armentières (CFA2)            | 0 - 3 | Girondins de Bordeaux (L1)       |        | ?                                                  |
| Stade Quimpérois 2000 (DH)       | 0 - 3 | Lille OSC (L1)                   |        | Stade de Penvillers, Quimper                       |
| Les Genêts d'Anglet (DH)         | 0 - 1 | EA Guingamp (L1)                 |        | ?                                                  |
| AS Nancy-Lorraine (L2)           | 1 - 0 | Chamois niortais FC (L2)         |        | Stade Marcel-Picot, Tomblaine                      |
| Toulouse FC (L2)                 | 3 - 1 | ES Viry-Châtillon (Nat.)         |        | Stadium, Toulouse                                  |
| ES Vitrolles (CFA2)              | 1 - 1 | Stade lavallois (L2)             | 3-5 ** | Stade Jules-Ladoumègue, Vitrolles                  |
| UMS Montélimar (CFA2)            | 0 - 3 | FC Lorient (L2)                  |        | Montélimar                                         |
| US Changéenne (CFA2)             | 0 - 4 | AS Beauvais (L2)                 |        | Stade Auguste Dalibard, Changé                     |
| US Jeanne d'Arc Carquefou (CFA2) | 1 - 4 | Le Mans UC (L2)                  | *      | Carquefou                                          |
| Tours FC (CFA)                   | 0 - 0 | AS Angoulême-Charente 92 (Nat.)  | 2-4 ** | Stade de la Vallée du Cher, Tours                  |
| La Vitréenne FC (CFA2)           | 1 - 2 | Dijon FCO (Nat.)                 |        | Stade Municipal, Vitré                             |
| AC Seyssinet (DH)                | 1 - 0 | Nîmes Olympique (Nat.)           |        | ?                                                  |
| CSO Amnéville (CFA2)             | 2 - 1 | US Raon (Nat.)                   |        | Amnéville                                          |
| US Quevilly (CFA)                | 6 - 1 | ES La Rochelle (CFA2)            |        | Stade Amable-et-Micheline-Lozai, Le Petit-Quevilly |
| AS Villeurbanne (District)       | 0 - 3 | RCO Agde (CFA)                   |        | ?                                                  |
| US Maubeuge (DH)                 | 1 - 2 | Entente Sportive de Lambres (PH) |        | Stade Léo-Lagrange, Maubeuge                       |

 *  - après prolongation

 **  - aux tirs au but

### Seizièmes de finale
Les matchs des seizièmes de finale se sont joués le 25 janvier 2003. 
| Club                             | Score | Club                            |         |
| -------------------------------- | ----- | ------------------------------- | ------- |
| Paris SG (L1)                    | 2 - 1 | Olympique de Marseille (L1)     |         |
| AS Nancy-Lorraine (L2)           | 0 - 1 | FC Metz (L2)                    |         |
| CSO Amnéville (CFA2)             | 0 - 3 | AJ Auxerre (L1)                 |         |
| SC Schiltigheim (CFA2)           | 1 - 0 | AS Beauvais (L2)                |         |
| AC Seyssinet Pariset (DH)        | 1 - 5 | EA Guingamp (L1)                |         |
| FC Martigues (Nat.)              | 1 - 0 | Amiens SC (L2)                  |         |
| Stade rennais (L1)               | 3 - 0 | AC Ajaccio (L1)                 |         |
| Entente Sportive de Lambres (PH) | 1 - 2 | AS Angoulême-Charente 92 (Nat.) |         |
| RCO Agde (CFA)                   | 0 - 2 | Lille OSC (L1)                  |         |
| Girondins de Bordeaux (L1)       | 2 - 0 | Grenoble Foot (L2)              |         |
| US Quevilly (CFA)                | 1 - 2 | ES Wasquehal (L2)               |         |
| Stade lavallois (L2)             | 2 - 1 | Le Havre AC (L1)                |         |
| FC Libourne-Saint-Seurin (CFA)   | 2 - 2 | Le Mans UC (L2)                 | 12-11 * |
| FC Lorient (L2)                  | 1 - 0 | FC Nantes (L1)                  |         |
| Dijon FCO (Nat.)                 | 0 - 1 | FC Bourg-Péronnas (CFA)         |         |
| Toulouse FC (L2)                 | 1 - 0 | RC Lens (L1)                    |         |

 *  - aux tirs au but

### Huitièmes de finale
Les matchs des huitièmes de finale se sont joués les 15 et 16 février 2003.
| Club                            | Score | Club               |       |
| ------------------------------- | ----- | ------------------ | ----- |
| FC Bourg-Péronnas (CFA)         | 1 - 3 | AJ Auxerre (L1)    |       |
| FC Martigues (Nat.)             | 2 - 1 | FC Metz (L2)       |       |
| SC Schiltigheim (CFA2)          | 3 - 0 | Toulouse FC (L2)   |       |
| AS Angoulême-Charente 92 (Nat.) | 0 - 0 | EA Guingamp (L1)   | 3-2 * |
| FC Libourne-Saint-Seurin (CFA)  | 0 - 3 | Stade rennais (L1) |       |
| FC Lorient (L2)                 | 1 - 0 | Lille OSC (L1)     |       |
| Stade lavallois (L2)            | 0 - 1 | Paris SG (L1)      |       |
| Girondins de Bordeaux (L1)      | 4 - 1 | ES Wasquehal (L2)  |       |

 *  - aux tirs au but

### Quarts de finale
Les matchs des quarts de finale se sont joués les 15 et 16 mars 2003.
| Club                            | Score | Club               |       |
| ------------------------------- | ----- | ------------------ | ----- |
| SC Schiltigheim (CFA2)          | 1 - 2 | Stade rennais (L1) |       |
| Girondins de Bordeaux (L1)      | 2 - 0 | FC Lorient (L2)    |       |
| FC Martigues (Nat.)             | 0 - 1 | Paris SG (L1)      |       |
| AS Angoulême-Charente 92 (Nat.) | 0 - 0 | AJ Auxerre (L1)    | 2-4 * |

 *  - aux tirs au but

### Demi-finale
Les matchs de la demi-finale se sont joués les 26 et 27 avril 2003.
| Club            | Score | Club                       |  |
| --------------- | ----- | -------------------------- |  |
| AJ Auxerre (L1) | 2 - 1 | Stade rennais (L1)         |  |
| Paris SG (L1)   | 2 - 0 | Girondins de Bordeaux (L1) |  |

### Finale

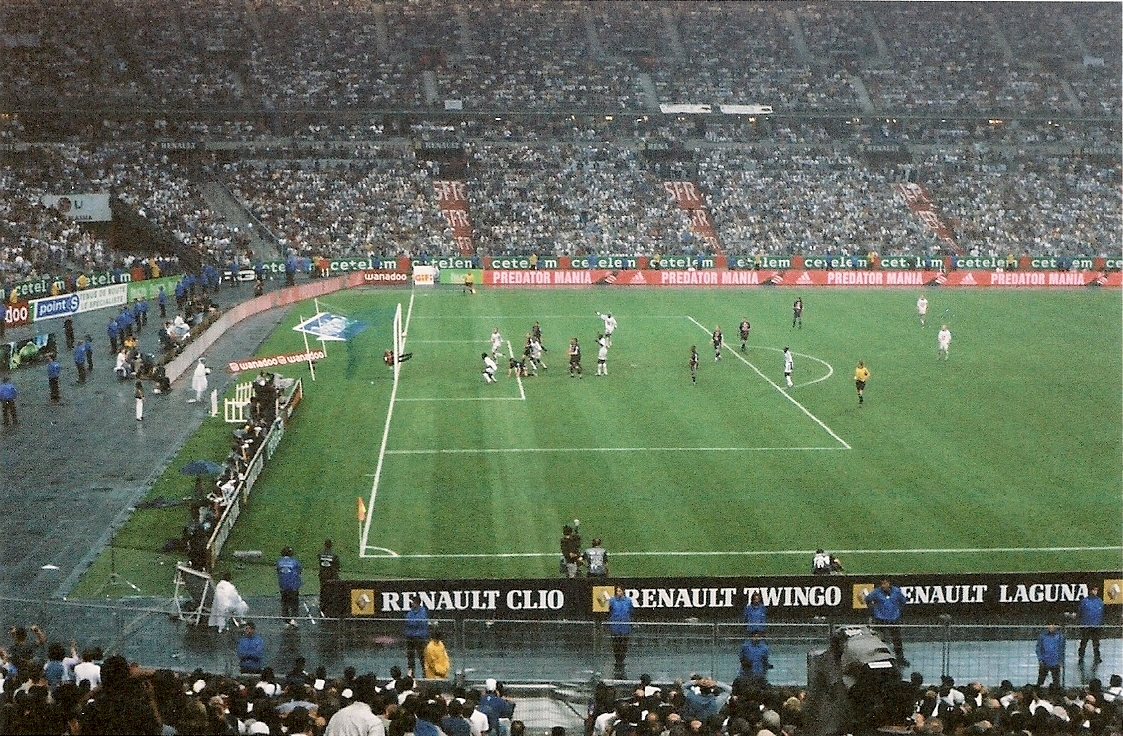
Finale de la coupe de France de football 2003 PSG-AJA. Tête de Boumsong à la qui amènera le but de la victoire auxerroise quelques secondes plus tard.

| Clubs                  | AJ Auxerre - Paris Saint-Germain FC |
| Score                  | 2-1 (0-1) |
| Date                   | 31 mai 2003 |
| Stade                  | Stade de France, Saint-Denis 78 316 spectateurs |
| Arbitre                | M. Bertrand Layec |
| Buts                   | Djibril Cissé (76e) et Jean-Alain Boumsong (89e) pour Auxerre; Hugo Leal (21e) pour Paris. |
| AJ Auxerre             | Fabien Cool - Johan Radet, Philippe Mexès, Jean-Alain Boumsong, Jean-Joël Perrier-Doumbé - Lionel Mathis, Amdy Faye (puis Benjani Mwaruwari, 71e), Yann Lachuer - Khalilou Fadiga (puis Kanga Gauthier Akalé, 46e), Djibril Cissé, Olivier Kapo Entraîneur : Guy Roux      |
| Paris Saint-Germain FC | Jérôme Alonzo - Cristóbal, Mauricio Pochettino , Gabriel Heinze, Lionel Potillon (puis Aloísio, 90e) - Jérôme Leroy, Frédéric Déhu, Stéphane Pédron (puis Francis Llacer, 84e) -Hugo Leal, Fabrice Fiorèse (puis Paulo César, 75e), Ronaldinho Entraîneur : Luis Fernandez |